# Stupid Girl (chanson des Rolling Stones)
Pour les articles homonymes, voir Stupid Girl.
Singles de The Rolling Stones
19th Nervous Breakdown
(1966) Mother's Little Helper
(1966)
Pistes de Aftermath
Mother's Little Helper
(1) Lady Jane
(3)
Stupid Girl est une chanson du groupe de rock 'n' roll britannique The Rolling Stones figurant sur son album de 1966 Aftermath. Elle est aussi sortie en face B du single Paint It, Black aux États-Unis.
Stupid Girl a été enregistré aux studios RCA de Los Angeles entre les 6 et 9 mars 1966. 
La chanson Stupid Girl a été interprétée par les Stones lors de leur tournée de 1966. Elle a été incluse dans la compilation de 1989 Singles Collection: The London Years.

## Analyse artistique

### Analyse des paroles
Écrite par Mick Jagger et Keith Richards, Stupid Girl est connue pour ses paroles apparemment dégradantes envers les femmes, critique faite également concernant d'autres chansons des Rolling Stones comme Under My Thumb. Dans Stupid Girl, tout ce qui concerne la jeune femme est source de moquerie.

« Je ne parle pas du type de fringues qu'elle porte
Regarde-moi cette stupide fille
Je ne parle pas de la façon qu'elle coiffe ses cheveux
Regarde-moi cette stupide fille »

L'attaque se fait plus féroce au fil des couplets : 

« La façon dont elle parle à quelqu'un d'autre
Qu'elle ne se connait même pas
Elle est la chose la plus malade de ce monde
Oui, regarde-moi cette stupide fille »

Cette fille stupide est cupide, critique les gens sans les connaître et critique les choses qu'elle n'a jamais vues. Les paroles s'adressent-elles à toutes les femmes ? Bill Janovitz (en) dit dans sa critique :

« Contrairement à un autre reproche fait à Under My Thumb, Stupid Girl crache du venin avec l'intensité d'un groupe de rock du collège et avec le même niveau de concentration. Mais alors que ce n'est pas aussi bien écrit que Under My Thumb, Stupid Girl possède une énergie qui aurait fait gagner aux Rolling Stones une bonne quantité de jeunes fans masculins frustrés sexuellement, qui autrement auraient commencé à faire défection pour les Who et les Kinks quand ils entendent des ballades comme Lady Jane. »

Sur les paroles de la chanson, Richards a dit en 1971 dans une interview du magazine Rolling Stone :

« C'était entièrement issu de notre environnement... les hôtels, et trop de nanas stupides. Pas toutes stupides, pas du tout, mais c'est ce qui est resté. Lorsque vous êtes enfermé - la moitié du temps il est impossible de sortir - c'était de passer par toute une sorte de match de football. »

Il n'est pas impossible que le chanteur s'en prenne en réalité à sa petite amie du moment Chrissie Shrimpton. Les deux amants s'étaient rencontrés en 1962 à la London School of Economics. Elle était encore secrétaire à Covent Garden (pas encore mannequin) quand Mick la quitta durant l'année 1966 pour se mettre en couple avec la chanteuse Marianne Faithfull. Dans une interview en 1995, Mick reconnaîtra qu'il traversait une période difficile : 

« Ouais, c'est beaucoup plus méchant que Under My Thumb... De toute évidence, j'avais des problèmes. [...] Je ne vivais pas une seule bonne relation. Ou plutôt je vivais trop de mauvaises relations. J'avais tellement de petites amies à cette époque... Aucune d'elles ne semblait se soucier qu'elle ne me satisfaisait pas vraiment. »

### Structure musicale
C'est Charlie Watts qui commence la chanson aux toms. Stupid Girl est un rock médium dont la rythmique emprunte à Uptight (Everything's Alright) de Stevie Wonder. Mick Jagger interprète son texte d'un ton sarcastique proche de l'invective, aux accents parfois puérils.
Keith Richards se charge de la guitare solo et de la guitare acoustique, laissant la guitare rythmique à Brian Jones, tandis que le bassiste assure une ligne de basse solide et le jeu de Ian Stewart à l'orgue est essentiel au morceau. Quant à l'arrangeur Jack Nitzsche, il est au tambourin.

## Reprises notables
The Trolls (groupe de garage américain des années 1960) de Pueblo (Colorado) ont repris cette chanson sur Warrior Records en 1966.
Ellen Foley a repris Stupid Girl sur son album de 1979, Night Out (en).
Sue Foley a repris Stupid Girl sur son album de 2002, Where the Action Is.

## Fiche de production
- Mick Jagger : chant
- Keith Richards : guitare solo, guitare acoustique, chœurs
- Brian Jones : guitare rythmique
- Bil Wyman : basse
- Charlie Watts : batterie
- Ian Stewart : orgue
- Jack Nitzsche : tambourin
- Andrew Loog Oldham : production
- Dave Hassinger (en) : ingénieur du son